# رينيه ستيفان
رينيه ستيفان هو لاعب كرة القدم الكندية كندي، ولد في 7 مايو 1988 في سانت كاثرينز في كندا.